# Liste der Nummer-eins-Hits in Australien (2013)
Diese Liste enthält alle Nummer-eins-Hits in Australien im Jahr 2013. Grundlage sind die Top 50 der australischen Charts der ARIA. 17 verschiedene Singles und 36 Alben erreichten in diesem Jahr Platz 1.

## Singles
| ← 2012 ← | Liste der Nummer-eins-Hits in Australien | Liste der Nummer-eins-Hits in Australien   | Liste der Nummer-eins-Hits in Australien | 2014 →                    |
| \| Zeitraum \| Wo. ges. \| Interpret \| Titel Autor(en) \| Zusätzliche Informationen \| \| (Zeitraum, Wochen auf Platz eins, Interpret, Titel, Autor[en], zusätzliche Informationen) \| \| \| \| \| \| ----------------------------------------------------------------------------------------- \| -------- \| ------------------------------------------ \| ---------------------------------------------------------------------------------------------------------------------------------------------- \| ------------------------- \| \| 3. Dezember 2012 – 20. Januar 2013 7 Wochen \| 7 \| Macklemore & Ryan Lewis feat. Wanz \| Thrift Shop Ben Haggerty, Ryan S. Lewis \| – \| \| 21. Januar 2013 – 17. Februar 2013 4 Wochen \| 4 \| Macklemore & Ryan Lewis feat. Mary Lambert \| Same Love Ben Haggerty, Mary Danielle Lambert, Ryan S. Lewis \| – \| \| 18. Februar 2013 – 24. Februar 2013 1 Woche (insgesamt 4) \| 4 \| Pink feat. Nate Ruess \| Just Give Me a Reason Jeffrey Bhasker, Alecia B. Moore, Nathaniel Joseph Ruess \| – \| \| 25. Februar 2013 – 3. März 2013 1 Woche \| 1 \| Baauer \| Harlem Shake Hector Luis Delgado, Harry Rodrigues, Jayson Scott Musson, Kurt Michael Hunte \| – \| \| 4. März 2013 – 24. März 2013 3 Wochen (insgesamt 4) \| 4 \| Pink feat. Nate Ruess \| Just Give Me a Reason Jeffrey Bhasker, Alecia B. Moore, Nathaniel Joseph Ruess \| – \| \| 25. März 2013 – 31. März 2013 1 Woche \| 1 \| Macklemore & Ryan Lewis feat. Ray Dalton \| Can’t Hold Us Ben Haggerty, Ryan S. Lewis, Ray Dalton \| – \| \| 1. April 2013 – 5. Mai 2013 5 Wochen \| 5 \| Passenger \| Let Her Go Michael David Rosenberg \| – \| \| 6. Mai 2013 – 12. Mai 2013 1 Woche \| 1 \| Daft Punk feat. Pharrell Williams \| Get Lucky Pharrell L. Williams, Nile Rodgers, Guy-Manuel de Homem-Christo, Thomas Bangalter \| – \| \| 13. Mai 2013 – 7. Juli 2013 8 Wochen \| 8 \| Robin Thicke feat. T.I. & Pharrell \| Blurred Lines Pharrell L. Williams, Robin Thicke, Clifford Joseph Harris \| – \| \| 8. Juli 2013 – 18. August 2013 6 Wochen \| 6 \| Avicii \| Wake Me Up Aloe Blacc, Tim Bergling, Michael Aaron Einziger \| – \| \| 19. August 2013 – 25. August 2013 1 Woche \| 1 \| Jason Derulo feat. 2 Chainz \| Talk Dirty Sean Maxwell Douglas, Jason Joel Desrouleaux, Tauheed Epps, Eric Frederic, Jason Evigan, Tamir Muskat, Tomer Yosef, Ori Kaplan \| – \| \| 26. August 2013 – 15. September 2013 3 Wochen (insgesamt 9) \| 9 \| Katy Perry \| Roar Bonnie Leigh McKee, Lukasz Gottwald, Henry Russell Walter, Max Martin, Katy Perry \| – \| \| 16. September 2013 – 22. September 2013 1 Woche \| 1 \| Redfoo \| Let’s Get Ridiculous Brandon Michael Garcia, Stefan Kendal Gordy \| – \| \| 23. September 2013 – 3. November 2013 6 Wochen (insgesamt 9) \| 9 \| Katy Perry \| Roar Bonnie Leigh McKee, Lukasz Gottwald, Henry Russell Walter, Max Martin, Katy Perry \| – \| \| 4. November 2013 – 10. November 2013 1 Woche \| 1 \| Dami Im \| Alive Antonio Francesco Egizii, David Nicholas Musumeci \| – \| \| 11. November 2013 – 17. November 2013 1 Woche \| 1 \| Taylor Henderson \| Borrow My Heart Alex Hope, Hayley Warner, Louis Schoorl \| – \| \| 18. November 2013 – 8. Dezember 2013 3 Wochen \| 3 \| Eminem feat. Rihanna \| The Monster Marshall B. Mathers III, Bryan G. Fryzel, Jonathan David Bellion, Aaron L. Kleinstub, Bleta Rexha, Robyn R. Fenty, Maki Athanasiou \| – \| \| 9. Dezember 2013 – 29. Dezember 2013 3 Wochen \| 3 \| John Legend \| All of Me Tobias Gad, John Legend \| – \| \| 30. Dezember 2013 – 5. Januar 2014 1 Woche \| 1 \| Jason Derulo \| Trumpets Jonathan David Bellion, Jason Joel Desrouleaux \| – \| |                                          |                                            | |                           |
| ← 2012 |                                          |                                            | | → 2014 →                  |
| Zeitraum | Wo. ges.                                 | Interpret                                  | Titel Autor(en) | Zusätzliche Informationen |
| (Zeitraum, Wochen auf Platz eins, Interpret, Titel, Autor[en], zusätzliche Informationen) |                                          |                                            | |                           |
| 3. Dezember 2012 – 20. Januar 2013 7 Wochen | 7                                        | Macklemore & Ryan Lewis feat. Wanz         | Thrift Shop Ben Haggerty, Ryan S. Lewis | –                         |
| 21. Januar 2013 – 17. Februar 2013 4 Wochen | 4                                        | Macklemore & Ryan Lewis feat. Mary Lambert | Same Love Ben Haggerty, Mary Danielle Lambert, Ryan S. Lewis                                                                                   | –                         |
| 18. Februar 2013 – 24. Februar 2013 1 Woche (insgesamt 4) | 4                                        | Pink feat. Nate Ruess                      | Just Give Me a Reason Jeffrey Bhasker, Alecia B. Moore, Nathaniel Joseph Ruess                                                                 | –                         |
| 25. Februar 2013 – 3. März 2013 1 Woche | 1                                        | Baauer                                     | Harlem Shake Hector Luis Delgado, Harry Rodrigues, Jayson Scott Musson, Kurt Michael Hunte                                                     | –                         |
| 4. März 2013 – 24. März 2013 3 Wochen (insgesamt 4) | 4                                        | Pink feat. Nate Ruess                      | Just Give Me a Reason Jeffrey Bhasker, Alecia B. Moore, Nathaniel Joseph Ruess                                                                 | –                         |
| 25. März 2013 – 31. März 2013 1 Woche | 1                                        | Macklemore & Ryan Lewis feat. Ray Dalton   | Can’t Hold Us Ben Haggerty, Ryan S. Lewis, Ray Dalton                                                                                          | –                         |
| 1. April 2013 – 5. Mai 2013 5 Wochen | 5                                        | Passenger                                  | Let Her Go Michael David Rosenberg | –                         |
| 6. Mai 2013 – 12. Mai 2013 1 Woche | 1                                        | Daft Punk feat. Pharrell Williams          | Get Lucky Pharrell L. Williams, Nile Rodgers, Guy-Manuel de Homem-Christo, Thomas Bangalter                                                    | –                         |
| 13. Mai 2013 – 7. Juli 2013 8 Wochen | 8                                        | Robin Thicke feat. T.I. & Pharrell         | Blurred Lines Pharrell L. Williams, Robin Thicke, Clifford Joseph Harris                                                                       | –                         |
| 8. Juli 2013 – 18. August 2013 6 Wochen | 6                                        | Avicii                                     | Wake Me Up Aloe Blacc, Tim Bergling, Michael Aaron Einziger                                                                                    | –                         |
| 19. August 2013 – 25. August 2013 1 Woche | 1                                        | Jason Derulo feat. 2 Chainz                | Talk Dirty Sean Maxwell Douglas, Jason Joel Desrouleaux, Tauheed Epps, Eric Frederic, Jason Evigan, Tamir Muskat, Tomer Yosef, Ori Kaplan      | –                         |
| 26. August 2013 – 15. September 2013 3 Wochen (insgesamt 9) | 9                                        | Katy Perry                                 | Roar Bonnie Leigh McKee, Lukasz Gottwald, Henry Russell Walter, Max Martin, Katy Perry                                                         | –                         |
| 16. September 2013 – 22. September 2013 1 Woche | 1                                        | Redfoo                                     | Let’s Get Ridiculous Brandon Michael Garcia, Stefan Kendal Gordy                                                                               | –                         |
| 23. September 2013 – 3. November 2013 6 Wochen (insgesamt 9) | 9                                        | Katy Perry                                 | Roar Bonnie Leigh McKee, Lukasz Gottwald, Henry Russell Walter, Max Martin, Katy Perry                                                         | –                         |
| 4. November 2013 – 10. November 2013 1 Woche | 1                                        | Dami Im                                    | Alive Antonio Francesco Egizii, David Nicholas Musumeci                                                                                        | –                         |
| 11. November 2013 – 17. November 2013 1 Woche | 1                                        | Taylor Henderson                           | Borrow My Heart Alex Hope, Hayley Warner, Louis Schoorl                                                                                        | –                         |
| 18. November 2013 – 8. Dezember 2013 3 Wochen | 3                                        | Eminem feat. Rihanna                       | The Monster Marshall B. Mathers III, Bryan G. Fryzel, Jonathan David Bellion, Aaron L. Kleinstub, Bleta Rexha, Robyn R. Fenty, Maki Athanasiou | –                         |
| 9. Dezember 2013 – 29. Dezember 2013 3 Wochen | 3                                        | John Legend                                | All of Me Tobias Gad, John Legend | –                         |
| 30. Dezember 2013 – 5. Januar 2014 1 Woche | 1                                        | Jason Derulo                               | Trumpets Jonathan David Bellion, Jason Joel Desrouleaux                                                                                        | –                         |

## Alben
| ← 2012 ← | Liste der Nummer-eins-Hits in Australien | Liste der Nummer-eins-Hits in Australien | Liste der Nummer-eins-Hits in Australien | 2014 →                    |
| \| Zeitraum \| Wo. ges. \| Interpret \| Titel \| Zusätzliche Informationen \| \| (Zeitraum, Wochen auf Platz eins, Interpret, Titel, zusätzliche Informationen) \| \| \| \| \| \| ------------------------------------------------------------------------------ \| -------- \| --------------------------- \| ------------------------- \| ------------------------- \| \| 10. Dezember 2012 – 6. Januar 2013 4 Wochen (insgesamt 12) \| 12 \| Michael Bublé \| Christmas \| – \| \| 7. Januar 2013 – 13. Januar 2013 1 Woche (insgesamt 10) \| 10 \| Pink \| The Truth About Love \| – \| \| 14. Januar 2013 – 3. Februar 2013 3 Wochen \| 3 \| Bruno Mars \| Unorthodox Jukebox \| – \| \| 4. Februar 2013 – 10. Februar 2013 1 Woche \| 1 \| Flume \| Flume \| – \| \| 11. Februar 2013 – 17. Februar 2013 1 Woche \| 1 \| Of Monsters and Men \| My Head Is an Animal \| – \| \| 18. Februar 2013 – 24. Februar 2013 1 Woche \| 1 \| Foals \| Holy Fire \| – \| \| 25. Februar 2013 – 3. März 2013 1 Woche \| 1 \| Nick Cave and the Bad Seeds \| Push the Sky Away \| – \| \| 4. März 2013 – 10. März 2013 1 Woche \| 1 \| Hillsong United \| Zion \| – \| \| 11. März 2013 – 17. März 2013 1 Woche \| 1 \| Birds of Tokyo \| March Fires \| – \| \| 18. März 2013 – 24. März 2013 1 Woche \| 1 \| Bon Jovi \| What About Now \| – \| \| 25. März 2013 – 7. April 2013 2 Wochen \| 2 \| Justin Timberlake \| The 20/20 Experience \| – \| \| 8. April 2013 – 14. April 2013 1 Woche \| 1 \| Bring Me the Horizon \| Sempiternal \| – \| \| 15. April 2013 – 21. April 2013 1 Woche \| 1 \| Paramore \| Paramore \| – \| \| 22. April 2013 – 26. Mai 2013 5 Wochen \| 5 \| Michael Bublé \| To Be Loved \| – \| \| 27. Mai 2013 – 9. Juni 2013 2 Wochen \| 2 \| Daft Punk \| Random Access Memories \| – \| \| 10. Juni 2013 – 16. Juni 2013 1 Woche \| 1 \| Queens of the Stone Age \| … Like Clockwork \| – \| \| 17. Juni 2013 – 23. Juni 2013 1 Woche \| 1 \| Bernard Fanning \| Departures \| – \| \| 24. Juni 2013 – 30. Juni 2013 1 Woche \| 1 \| Kanye West \| Yeezus \| – \| \| 1. Juli 2013 – 7. Juli 2013 1 Woche (insgesamt 2) \| 2 \| Harrison Craig \| More Than a Dream \| – \| \| 8. Juli 2013 – 14. Juli 2013 1 Woche \| 1 \| Bliss n Eso \| Circus in the Sky \| – \| \| 15. Juli 2013 – 21. Juli 2013 1 Woche (insgesamt 2) \| 2 \| Harrison Craig \| More Than a Dream \| – \| \| 22. Juli 2013 – 28. Juli 2013 1 Woche (insgesamt 10) \| 10 \| Pink \| The Truth About Love \| – \| \| 29. Juli 2013 – 4. August 2013 1 Woche \| 1 \| Karnivool \| Asymmetry \| – \| \| 5. August 2013 – 18. August 2013 2 Wochen (insgesamt 10) \| 10 \| Pink \| The Truth About Love \| – \| \| 19. August 2013 – 25. August 2013 1 Woche \| 1 \| Rüfüs \| Atlas \| – \| \| 26. August 2013 – 1. September 2013 1 Woche \| 1 \| Boy & Bear \| Harlequin Dream \| – \| \| 2. September 2013 – 8. September 2013 1 Woche \| 1 \| John Mayer \| Paradise Valley \| – \| \| 9. September 2013 – 15. September 2013 1 Woche (insgesamt 10) \| 10 \| Pink \| The Truth About Love \| – \| \| 16. September 2013 – 22. September 2013 1 Woche \| 1 \| Arctic Monkeys \| AM \| – \| \| 23. September 2013 – 29. September 2013 1 Woche \| 1 \| Keith Urban \| Fuse \| – \| \| 30. September 2013 – 6. Oktober 2013 1 Woche \| 1 \| Kings of Leon \| Mechanical Bull \| – \| \| 7. Oktober 2013 – 13. Oktober 2013 1 Woche \| 1 \| Lorde \| Pure Heroine \| – \| \| 14. Oktober 2013 – 20. Oktober 2013 1 Woche \| 1 \| Miley Cyrus \| Bangerz \| – \| \| 21. Oktober 2013 – 27. Oktober 2013 1 Woche \| 1 \| Pearl Jam \| Lightning Bolt \| – \| \| 28. Oktober 2013 – 3. November 2013 1 Woche \| 1 \| (Verschiedene Interpreten) \| Triple J Like a Version 9 \| – \| \| 4. November 2013 – 10. November 2013 1 Woche \| 1 \| Katy Perry \| Prism \| – \| \| 11. November 2013 – 24. November 2013 2 Wochen \| 2 \| Eminem \| The Marshall Mathers LP 2 \| – \| \| 25. November 2013 – 1. Dezember 2013 1 Woche \| 1 \| Dami Im \| Dami Im \| – \| \| 2. Dezember 2013 – 8. Dezember 2013 1 Woche \| 1 \| One Direction \| Midnight Memories \| – \| \| 9. Dezember 2013 – 15. Dezember 2013 1 Woche \| 1 \| Taylor Henderson \| Taylor Henderson \| – \| \| 16. Dezember 2013 – 5. Januar 2013 2 Wochen (insgesamt 12) \| 12 \| Michael Bublé \| Christmas \| – \| |                                          |                                          |                                          |                           |
| ← 2012 |                                          |                                          |                                          | → 2014 →                  |
| Zeitraum | Wo. ges.                                 | Interpret                                | Titel                                    | Zusätzliche Informationen |
| (Zeitraum, Wochen auf Platz eins, Interpret, Titel, zusätzliche Informationen) |                                          |                                          |                                          |                           |
| 10. Dezember 2012 – 6. Januar 2013 4 Wochen (insgesamt 12) | 12                                       | Michael Bublé                            | Christmas                                | –                         |
| 7. Januar 2013 – 13. Januar 2013 1 Woche (insgesamt 10) | 10                                       | Pink                                     | The Truth About Love                     | –                         |
| 14. Januar 2013 – 3. Februar 2013 3 Wochen | 3                                        | Bruno Mars                               | Unorthodox Jukebox                       | –                         |
| 4. Februar 2013 – 10. Februar 2013 1 Woche | 1                                        | Flume                                    | Flume                                    | –                         |
| 11. Februar 2013 – 17. Februar 2013 1 Woche | 1                                        | Of Monsters and Men                      | My Head Is an Animal                     | –                         |
| 18. Februar 2013 – 24. Februar 2013 1 Woche | 1                                        | Foals                                    | Holy Fire                                | –                         |
| 25. Februar 2013 – 3. März 2013 1 Woche | 1                                        | Nick Cave and the Bad Seeds              | Push the Sky Away                        | –                         |
| 4. März 2013 – 10. März 2013 1 Woche | 1                                        | Hillsong United                          | Zion                                     | –                         |
| 11. März 2013 – 17. März 2013 1 Woche | 1                                        | Birds of Tokyo                           | March Fires                              | –                         |
| 18. März 2013 – 24. März 2013 1 Woche | 1                                        | Bon Jovi                                 | What About Now                           | –                         |
| 25. März 2013 – 7. April 2013 2 Wochen | 2                                        | Justin Timberlake                        | The 20/20 Experience                     | –                         |
| 8. April 2013 – 14. April 2013 1 Woche | 1                                        | Bring Me the Horizon                     | Sempiternal                              | –                         |
| 15. April 2013 – 21. April 2013 1 Woche | 1                                        | Paramore                                 | Paramore                                 | –                         |
| 22. April 2013 – 26. Mai 2013 5 Wochen | 5                                        | Michael Bublé                            | To Be Loved                              | –                         |
| 27. Mai 2013 – 9. Juni 2013 2 Wochen | 2                                        | Daft Punk                                | Random Access Memories                   | –                         |
| 10. Juni 2013 – 16. Juni 2013 1 Woche | 1                                        | Queens of the Stone Age                  | … Like Clockwork                         | –                         |
| 17. Juni 2013 – 23. Juni 2013 1 Woche | 1                                        | Bernard Fanning                          | Departures                               | –                         |
| 24. Juni 2013 – 30. Juni 2013 1 Woche | 1                                        | Kanye West                               | Yeezus                                   | –                         |
| 1. Juli 2013 – 7. Juli 2013 1 Woche (insgesamt 2) | 2                                        | Harrison Craig                           | More Than a Dream                        | –                         |
| 8. Juli 2013 – 14. Juli 2013 1 Woche | 1                                        | Bliss n Eso                              | Circus in the Sky                        | –                         |
| 15. Juli 2013 – 21. Juli 2013 1 Woche (insgesamt 2) | 2                                        | Harrison Craig                           | More Than a Dream                        | –                         |
| 22. Juli 2013 – 28. Juli 2013 1 Woche (insgesamt 10) | 10                                       | Pink                                     | The Truth About Love                     | –                         |
| 29. Juli 2013 – 4. August 2013 1 Woche | 1                                        | Karnivool                                | Asymmetry                                | –                         |
| 5. August 2013 – 18. August 2013 2 Wochen (insgesamt 10) | 10                                       | Pink                                     | The Truth About Love                     | –                         |
| 19. August 2013 – 25. August 2013 1 Woche | 1                                        | Rüfüs                                    | Atlas                                    | –                         |
| 26. August 2013 – 1. September 2013 1 Woche | 1                                        | Boy & Bear                               | Harlequin Dream                          | –                         |
| 2. September 2013 – 8. September 2013 1 Woche | 1                                        | John Mayer                               | Paradise Valley                          | –                         |
| 9. September 2013 – 15. September 2013 1 Woche (insgesamt 10) | 10                                       | Pink                                     | The Truth About Love                     | –                         |
| 16. September 2013 – 22. September 2013 1 Woche | 1                                        | Arctic Monkeys                           | AM                                       | –                         |
| 23. September 2013 – 29. September 2013 1 Woche | 1                                        | Keith Urban                              | Fuse                                     | –                         |
| 30. September 2013 – 6. Oktober 2013 1 Woche | 1                                        | Kings of Leon                            | Mechanical Bull                          | –                         |
| 7. Oktober 2013 – 13. Oktober 2013 1 Woche | 1                                        | Lorde                                    | Pure Heroine                             | –                         |
| 14. Oktober 2013 – 20. Oktober 2013 1 Woche | 1                                        | Miley Cyrus                              | Bangerz                                  | –                         |
| 21. Oktober 2013 – 27. Oktober 2013 1 Woche | 1                                        | Pearl Jam                                | Lightning Bolt                           | –                         |
| 28. Oktober 2013 – 3. November 2013 1 Woche | 1                                        | (Verschiedene Interpreten)               | Triple J Like a Version 9                | –                         |
| 4. November 2013 – 10. November 2013 1 Woche | 1                                        | Katy Perry                               | Prism                                    | –                         |
| 11. November 2013 – 24. November 2013 2 Wochen | 2                                        | Eminem                                   | The Marshall Mathers LP 2                | –                         |
| 25. November 2013 – 1. Dezember 2013 1 Woche | 1                                        | Dami Im                                  | Dami Im                                  | –                         |
| 2. Dezember 2013 – 8. Dezember 2013 1 Woche | 1                                        | One Direction                            | Midnight Memories                        | –                         |
| 9. Dezember 2013 – 15. Dezember 2013 1 Woche | 1                                        | Taylor Henderson                         | Taylor Henderson                         | –                         |
| 16. Dezember 2013 – 5. Januar 2013 2 Wochen (insgesamt 12) | 12                                       | Michael Bublé                            | Christmas                                | –                         |

## Jahreshitparaden
| ← 2012 ← | Liste der Nummer-eins-Hits in Australien | Liste der Nummer-eins-Hits in Australien | Liste der Nummer-eins-Hits in Australien | 2014 →   |
| \| Singles \| Position# \| Alben \| \| ----------------------------------------------------------------------------------------------------------------------------- \| --------- \| -------------------------------- \| \| Roar Katy Perry Bonnie Leigh McKee, Lukasz Gottwald, Henry Russell Walter, Max Martin, Katy Perry \| 1 \| The Truth About Love Pink \| \| Blurred Lines Robin Thicke feat. T.I. & Pharrell Pharrell L. Williams, Robin Thicke, Clifford Joseph Harris \| 2 \| Prism Katy Perry \| \| Let Her Go Passenger Michael David Rosenberg \| 3 \| Unorthodox Jukebox Bruno Mars \| \| Wake Me Up Avicii Aloe Blacc, Tim Bergling, Michael Aaron Einziger \| 4 \| To Be Loved Michael Bublé \| \| The Love Club EP Lorde Joel Little, Ella Marija Lani Yelich O’Connor \| 5 \| Random Access Memories Daft Punk \| \| Just Give Me a Reason Pink feat. Nate Ruess Jeffrey Bhasker, Alecia B. Moore, Nathaniel Joseph Ruess \| 6 \| Midnight Memories One Direction \| \| Get Lucky Daft Punk feat. Pharrell Williams Pharrell L. Williams, Nile Rodgers, Guy-Manuel de Homem-Christo, Thomas Bangalter \| 7 \| Christmas Michael Bublé \| \| Counting Stars OneRepublic Ryan B. Tedder \| 8 \| The Marshall Mathers LP 2 Eminem \| \| Can’t Hold Us Macklemore & Ryan Lewis feat. Ray Dalton Ben Haggerty, Ryan S. Lewis, Ray Dalton \| 9 \| Pure Heroine Lorde \| \| Impossible James Arthur Ina Christine Wroldsen, Arnthor Birgisson \| 10 \| All the Little Lights Passenger \| |                                          |                                          |                                          |          |
| ← 2012 |                                          |                                          |                                          | → 2014 → |
| Singles | Position#                                | Alben                                    |                                          |          |
| Roar Katy Perry Bonnie Leigh McKee, Lukasz Gottwald, Henry Russell Walter, Max Martin, Katy Perry | 1                                        | The Truth About Love Pink                |                                          |          |
| Blurred Lines Robin Thicke feat. T.I. & Pharrell Pharrell L. Williams, Robin Thicke, Clifford Joseph Harris | 2                                        | Prism Katy Perry                         |                                          |          |
| Let Her Go Passenger Michael David Rosenberg | 3                                        | Unorthodox Jukebox Bruno Mars            |                                          |          |
| Wake Me Up Avicii Aloe Blacc, Tim Bergling, Michael Aaron Einziger | 4                                        | To Be Loved Michael Bublé                |                                          |          |
| The Love Club EP Lorde Joel Little, Ella Marija Lani Yelich O’Connor | 5                                        | Random Access Memories Daft Punk         |                                          |          |
| Just Give Me a Reason Pink feat. Nate Ruess Jeffrey Bhasker, Alecia B. Moore, Nathaniel Joseph Ruess | 6                                        | Midnight Memories One Direction          |                                          |          |
| Get Lucky Daft Punk feat. Pharrell Williams Pharrell L. Williams, Nile Rodgers, Guy-Manuel de Homem-Christo, Thomas Bangalter | 7                                        | Christmas Michael Bublé                  |                                          |          |
| Counting Stars OneRepublic Ryan B. Tedder | 8                                        | The Marshall Mathers LP 2 Eminem         |                                          |          |
| Can’t Hold Us Macklemore & Ryan Lewis feat. Ray Dalton Ben Haggerty, Ryan S. Lewis, Ray Dalton | 9                                        | Pure Heroine Lorde                       |                                          |          |
| Impossible James Arthur Ina Christine Wroldsen, Arnthor Birgisson | 10                                       | All the Little Lights Passenger          |                                          |          |